# Jyrki

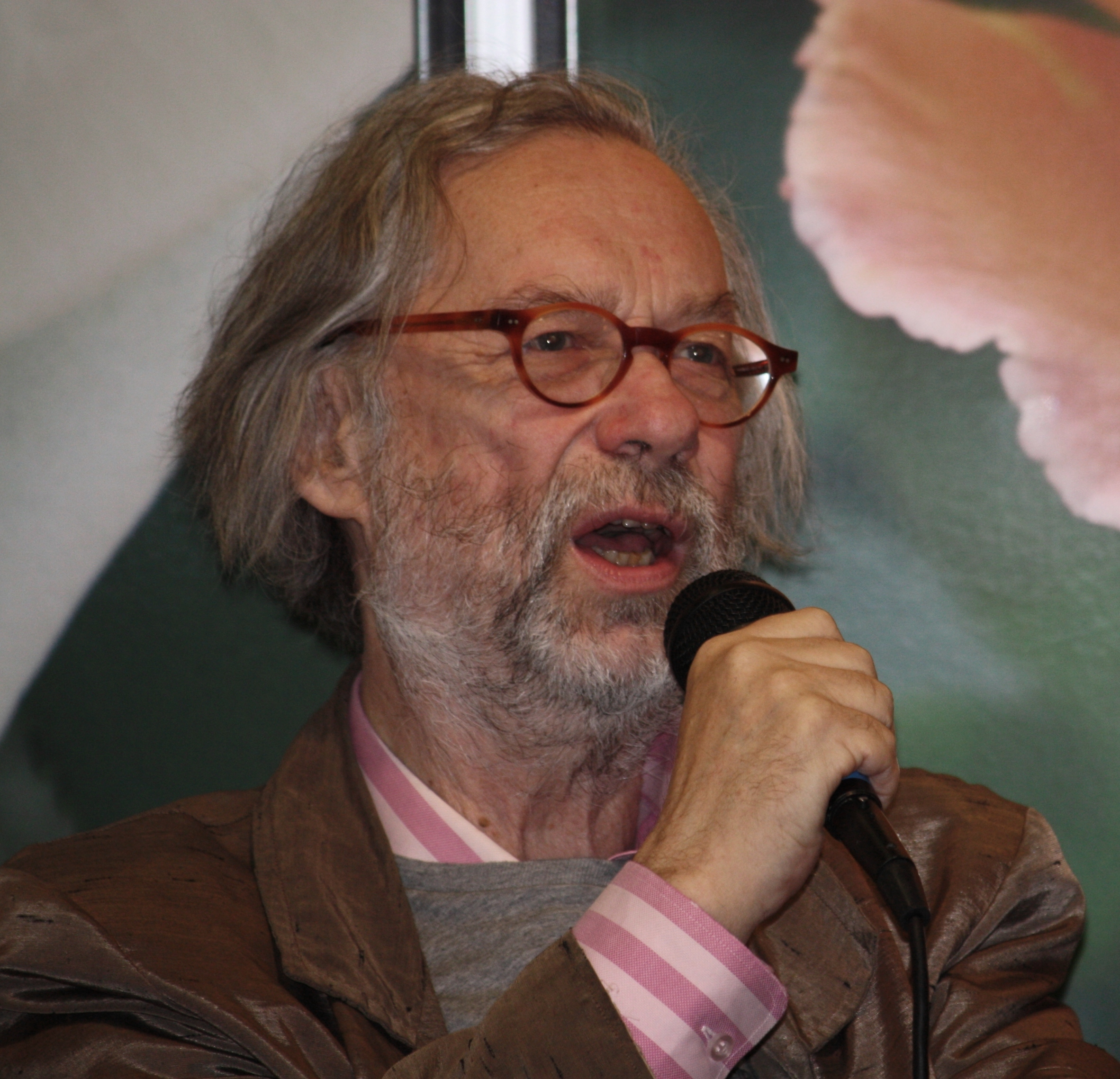
Jyrki Pellinen, 29 oktober 2010.

Jyrki är ett finländskt mansnamn, ursprungligen en östfinsk variant av Jörg som härstammar från Georgios.
- Jyrki Heliskoski
- Jyrki Kasvi
- Jyrki Katainen
- Jyrki Pellinen